# الدوري الأردني 1994–95
إحصائيات الدوري الأردني في موسم 1994–95.

## نظرة عامة
فاز نادي الوحدات بالبطولة.

## وصلات خارجية
- موقع الاتحاد الأردني لكرة القدم